# Islamitische heilige boeken

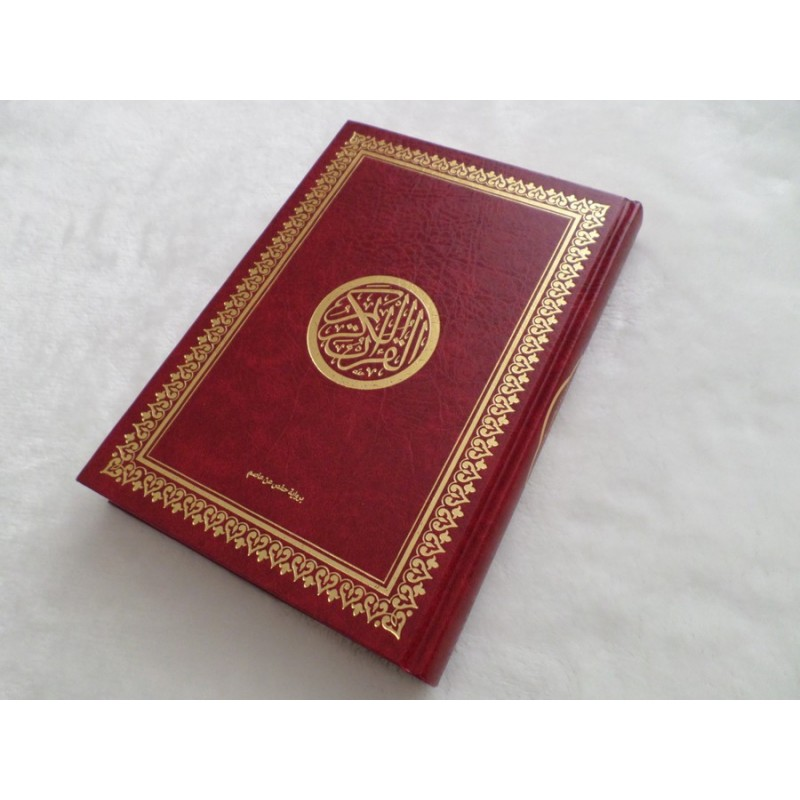
De koran, het laatste boek van de moslims.

De islamitische heilige boeken (Arabisch: كتب سماوية إسلامية, koetoeb sumawia islamia, islamitische verheven boeken) zijn de documenten waarvan moslims geloven dat ze door God aan boodschappers werden geopenbaard. Het betreft de Suhuf Ibrahim (Rollen van Abraham), Suhuf Musa (Rollen van Mozes), de Tawrat (Thora), de Zaboer (Psalmen), de Indjil (het Evangelie) en de Koran. Het Arabische woord 'koetoeb' betekent letterlijk 'boeken' en de Koran gebruikt dit woord om te verwijzen naar geopenbaarde schriften. Het geloof in al deze boeken is een van de zes fundamenten van de islam.
Moslimgeleerden stellen echter dat in de huidige boeken de betekenis of woorden zijn gewijzigd, dat sommige passages worden genegeerd en dat andere passages er later aan toegevoegd zijn. De oorspronkelijke boodschap zou dus in deze boeken niet zuiver overgeleverd zijn.
Ten aanzien van uitspraken op basis van de heilige boeken die noch in overeenstemming noch tegenstrijdig zijn aan de Koran dienen moslims een neutrale houding in te nemen. Dit houdt in dat moslims deze verhalen niet geloven, maar ook niet denken dat joden of christenen onwaarheid zouden spreken.

## Boekenlijst
De Koran spreekt met respect over de Thora (Tawrat), de Psalmen (Zaboer) en het Bijbelse Evangelie (Indjil). De Tawrat werd volgens de Koran geopenbaard aan Musa, de Zaboer aan Dawud en de Indjil aan Isa. In de Koran worden de Thora en de Psalmen wel genoemd, maar de rest van de Tenach, de Profeten, apocriefe boeken en de Geschriften, wordt niet genoemd. Iets dergelijks geldt voor de boeken van het Nieuwe Testament: de Koran vermeldt wel het Evangelie als openbaring aan Isa, maar niet de brieven. Aangezien moslims geloven dat God zijn boodschap enkel openbaart aan profeten en boodschappers, worden de werken van Paulus (en eventueel die van de apostelen) in het Nieuwe Testament niet als een Goddelijke openbaring gezien. Verder is er nog sprake van verloren gegane rollen, geopenbaard aan Ibrahim (Suhuf Ibrahim).
Het totaal aantal geschriften (as-suhuf) dat zou zijn geopenbaard bedraagt 100:
- 10 pagina's aan Adam;
- 50 pagina's aan Sheeth;
- 30 pagina's aan Idris;
- 10 pagina's aan Ibrahim.

De Koran sluit de mogelijkheid niet uit dat er nog andere heilige boeken naar andere profeten gezonden zouden zijn.
| Naam              | Judeo-christelijk equivalent               | Profeet  | Taal          | Plaats         | Duur     | Authenticiteit* |
| ----------------- | ------------------------------------------ | -------- | ------------- | -------------- | -------- | --------------- |
| 10 Suhuf Adam     | Ginza Raba (?)                             | Adam     | Syrisch (?)   |                |          | Nee             |
| 50 Suhuf Sheeth   |                                            | Sheeth   |               |                |          | Nee             |
| 30 Suhuf Idris    | Boeken van Henoch: 1, 2 en 3 (?)           | Idris    |               |                |          | Nee             |
| 10 Suhuf Ibrahim  | Sefer Jetzira of Testament van Abraham (?) | Ibrahim  |               |                |          | Nee             |
| Tawrat/Suhuf Musa | Thora                                      | Musa     | Hebreeuws (?) | Sinaï          | 40 dagen | Nee             |
| Zaboer            | Psalmen                                    | Dawud    |               |                |          | Nee             |
| Indjil            | Evangelie                                  | Isa      | Aramees       |                |          | Nee             |
| Qur'an            | Nee                                        | Mohammed | Arabisch      | Mekka & Medina | 23 jaar  | Ja              |

- Met authenticiteit wordt hier de islamitische visie op de Heilige Boeken bedoeld

## De Koran als opvolger van vroegere geschriften
Moslims geloven in voortschrijdende openbaring, dat wil zeggen dat de openbaring van God veranderde met de tijd en de verschillende groepen. Men neemt bijvoorbeeld aan dat de Indjil in de plaats kwam van de Tawrat en de Koran in de plaats van alle andere boeken.
Een voorbeeld: de Koran erkent dat de Thora het werken op de sabbat verbood, maar de Koran staat dat toe en heeft daarin het laatste woord (Soera De Tafel 68): Zeg: "O, mensen van het Boek, u steunt op niets voordat gij de Thora en het Evangelie en hetgeen u van uw Heer is nedergezonden, onderhoudt. (...)".
Soera De Koe 91 stelt dat na de aanmaning 'Gelooft in wat God heeft nedergezonden', zij zullen zeggen: Wij geloven in wat God op ons heeft nedergezonden, maar dat zij niet geloven in wat daarna is gekomen, de Koran, terwijl het de waarheid bevestigt van hun eigen voorafgaande boeken. Men nam aan dat voor de mensen van het Boek bekering tot de islam zou beginnen met het vroom en zuiver opvolgen van de vroegere heilige boeken.
Vergelijking van de Koran met de teksten van de andere heilige boeken brengt duidelijke verschillen aan het licht: Het Evangelie verschilt van de Koran over de vraag of Jezus wel of niet de Zoon van God en incarnatie van God was, of hij aan het kruis stierf, en of hij de weg is tot verlossing van de ziel. De Koran zegt dat de heilige boeken zijn geschreven vanuit Gods perspectief, terwijl kritische historici zullen zeggen dat al deze boeken, inclusief de Koran, mensenwerk zijn.
De verschillen tussen de Koran en de andere heilige boeken konden met de ontwikkeling van de islam natuurlijk niet onbesproken blijven; in het bijzonder was er een verklaring nodig voor het gegeven dat de Koran met respect spreekt over de andere heilige boeken en daar tegelijkertijd op een aantal belangrijke punten strijdig mee is.

### Leerstuk van de vervalsing
Aan de joden, maar ook aan de christenen wordt het verwijt gemaakt, dat zij hun schriften verdraaid hebben. Dat zou dan tevens verklaren waarom de meesten van hen Mohammeds boodschap niet aanvaarden en de gelijkheid tussen dit nieuwe openbaringsboek en de hunne ontkennen. In de Koran wordt zesmaal het verwijt gemaakt dat de joden een deel verborgen houden, de Openbaring verheimelijken en de woorden van God verdraaien of verwisselen. Zo staat er in soera De Koe 75:
 Verwacht je, dat zij je zullen geloven, terwijl een aantal hunner het woord van God heeft vernomen en het verdraait, nadat zij het hebben begrepen, tegen beter weten in.
Soera De Tafel 13 stelt:
 En wegens hun breken van het verbond hebben Wij hen vervloekt en hun hart verhard. Zij rukken de woorden uit hun verband en hebben een deel van hetgeen hun was vermaand, vergeten. En gij zult hen altijd oneerlijk bevinden op enkelen na, derhalve vergeef hen en wend u van hen af. Voorzeker, God heeft degenen, die goeddoen, lief.
De kwestie van tahrif wordt verschillend opgevat. Aan de ene kant wordt er een verdraaiing van de zin van de schrift in gelezen, aan de andere kant een verdraaiing of verwisseling van de tekst zelf.
Ibn Hazm, filosoof, historicus en islamitisch jurist, was een moslim die de verschillen tussen de heilige boeken beschreef. Omdat er verschillen zijn, zo concludeerde hij, moest de Bijbel (met daarin de Thora, Psalmen en de Evangeliën) wel onjuist zijn. Hij wist echter ook dat de Koran stelt: Maar degenen hunner, die een grondige kennis bezitten en de gelovigen, geloven in hetgeen u is geopenbaard en hetgeen vóór u werd nedergezonden. (Soera De Vrouwen 162). Ibn Hazm concludeerde daarom dat de huidige tekst dus door de christenen vervalst moest zijn na de tijd van Mohammed.
Sommige geleerden, zoals Al Ghazzali (1058-1111), waren het daar niet mee eens. Ibn Kathir (1301-1372) schreef dat de joden de Thora niet veranderd hadden, maar alleen hun interpretatie van de Thora:
De zin "[zij] verdringen woorden van (hun) juiste plaats" betekent dat ze die woorden verkeerd interpreteren en ze opvatten op een manier die God zo niet bedoelde, opzettelijk, en met het bedenken van leugens tegen God.
Veel islamitische geleerden stellen dat de veranderingen opzettelijk zijn uitgevoerd, met name als zij zich richten tot het algemene moslimpubliek. Andere geleerden, zoals Al-Tabari, Ibn Khaldun en de eerder genoemde Al Ghazzali en Ibn Kathir verdedigden de integriteit van de Bijbelse tekst zoals die door de christenen en de joden is doorgegeven.
In de ogen van moslims voorspelde Musa in Deuteronomium 31:24-30 de vervalsing van de Tien Geboden door zijn eigen volk na zijn dood. Deze interpretatie wordt door christenen en joden niet gedeeld. Ook de tekst Jeremia 8:8 wordt door de moslims beschouwd als een verwijzing van de vervalsing van de geopenbaarde teksten.
In de tweehonderd jaar na Ibn Khazm werden de meeste moslimgeleerden het er wel over eens dat hij gelijk had. Vaak werden Paulus en Constantijn de Grote van deze veranderingen beschuldigd. In later tijden werd het geloof in een samenzwering afgezwakt en vervangen door de idee dat de vervalsing ontstond als vele kleine veranderingen door een groot aantal kopiisten in de tweede en derde eeuw, tenminste wat de Evangeliën betreft. De vervalsing van de Thora en Psalmen zou al voor het begin van de jaartelling zijn ontstaan, eerder nog dan de oudste nu bekende manuscripten (mogelijk omstreeks ca. 645 - 587 v.Chr., ten tijde van de profeten Jeremia en Daniël - Jeremia 8:8).
De notie onder moslims is tegenwoordig algemeen dat de Heilige Boeken (uitgezonderd de Koran) vervalst zijn. Voor moslims heeft alleen de Koran gezag; het zelf lezen van de andere boeken wordt niet aangemoedigd. Deze boeken hebben voor de meeste moslims dan ook weinig praktische betekenis.
In sommige islamitische landen, zoals Mauritanië en Saoedi-Arabië, mogen bijbels niet worden geïmporteerd of alleen een enkel exemplaar voor eigen gebruik. Als verklaring wordt wel gegeven dat dit dient om evangelisatie door missionarissen of zendelingen te voorkomen.

## Mensen van het Boek
Joden, christenen en Sabiërs worden de Mensen van het Boek genoemd. Op een enkele plaats geeft de Koran het advies om bij twijfel hen (ex-joden en -christenen die zich destijds tot de islam bekeerden) te raadplegen. Over het algemeen hebben moslims hier geen behoefte aan; bij twijfel en vragen kunnen zij immers ook bij tafsir terecht.